# Željko Vidaković
Željko Vidaković (serbisch-kyrillisch Жељко Видаковић; * 21. August 1954 in Velika Pisanica bei Bjelovar; † vor oder am 19. April 2025) war ein kroatischer Handballspieler. Seine Spielposition war der zentrale Rückraum.

## Werdegang
Željko Vidaković spielte während seiner sportlichen Karriere bei RK Partizan Bjelovar.
Von April 2010 bis 2011 war er Trainer in Bjelovar.

## Nationalmannschaft
In der jugoslawischen Nationalmannschaft erzielte er in 71 Länderspielen 90 Tore. Bei der Weltmeisterschaft 1978 erreichte er Platz 5. Bei den Mittelmeerspielen gewann er 1979 und 1983 Gold.